# 斯科特·富蘭克林
克利福德·斯科特·富兰克林（英語：Clifford Scott Franklin，1964年8月23日—），是一位美国政治人物和商人，現為佛羅里達州第十八國會選區聯邦眾議員，共和黨籍。

## 外部連結
- Representative Scott Franklin （页面存档备份，存于） official U.S. House website
- Scott Franklin for Congress （页面存档备份，存于）
- 美國國會國家人物傳記大辭典中的傳記
- 由華盛頓郵報維護的投票記錄
- 智慧投票计划中的傳記、投票紀錄及利益集團評級
- 聯邦選舉委員會中的競選財務報告和數據
- C-SPAN內的頁面（英文）